# 레몬타임
레몬타임(lemon thyme, 학명: Thymus × citriodorus)은 꿀풀과의 아관목이다. 플레기백리향(T. pulegioides)과 타임(T. vulgaris)의 잡종으로, 레몬 향이 나는 허브이다.

## 사진 갤러리

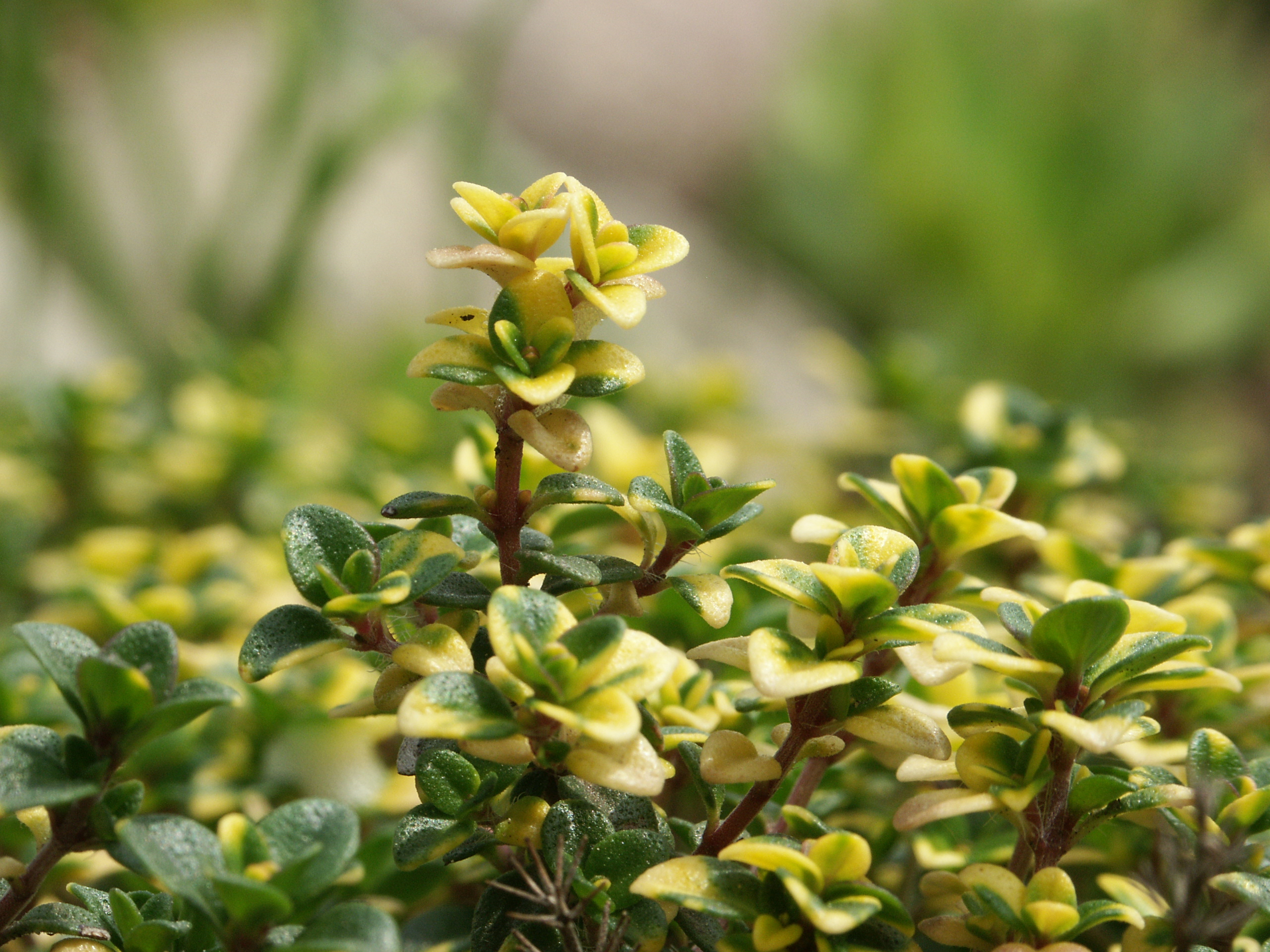
어린 잎
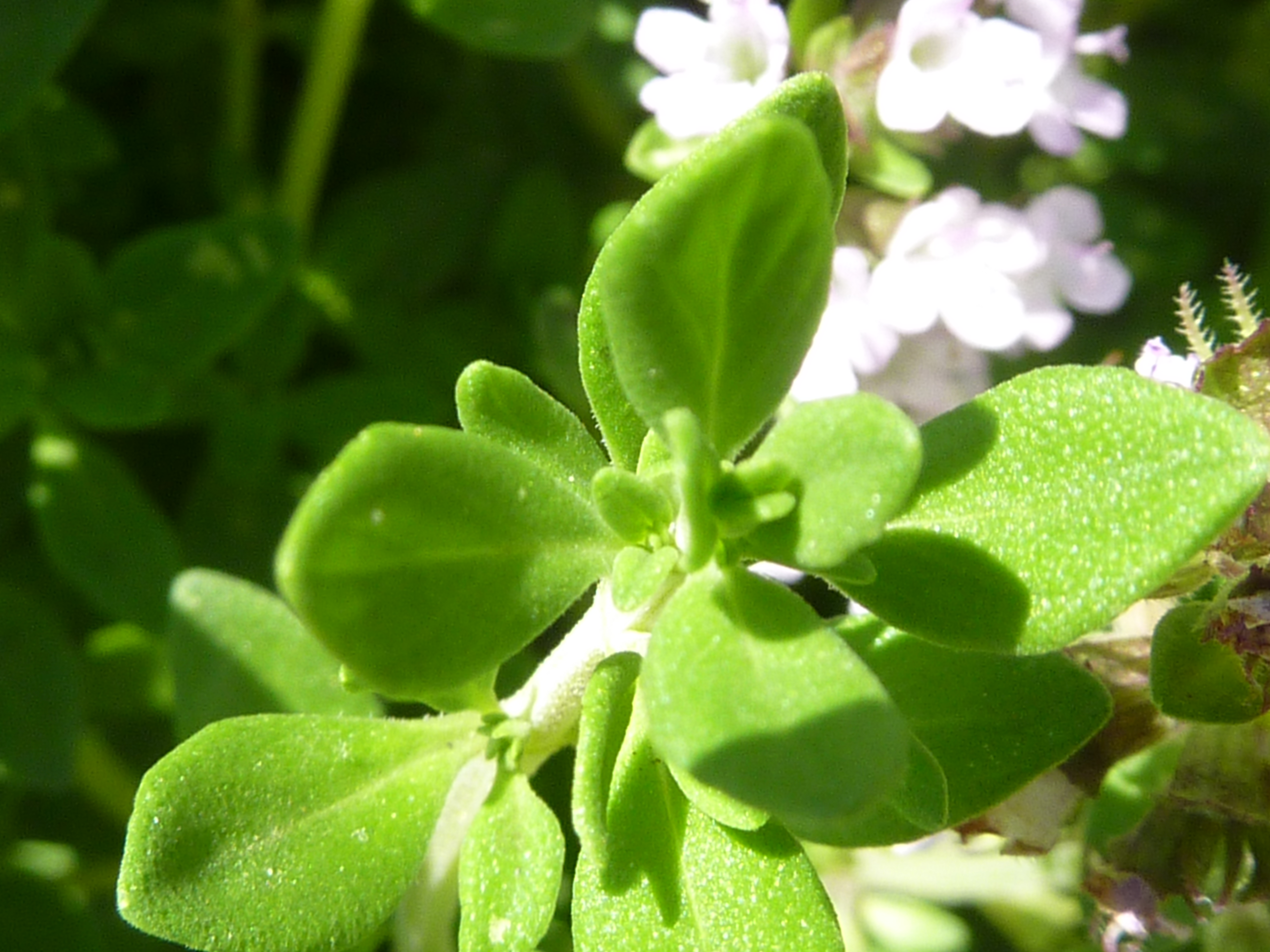
어린 잎 (확대)
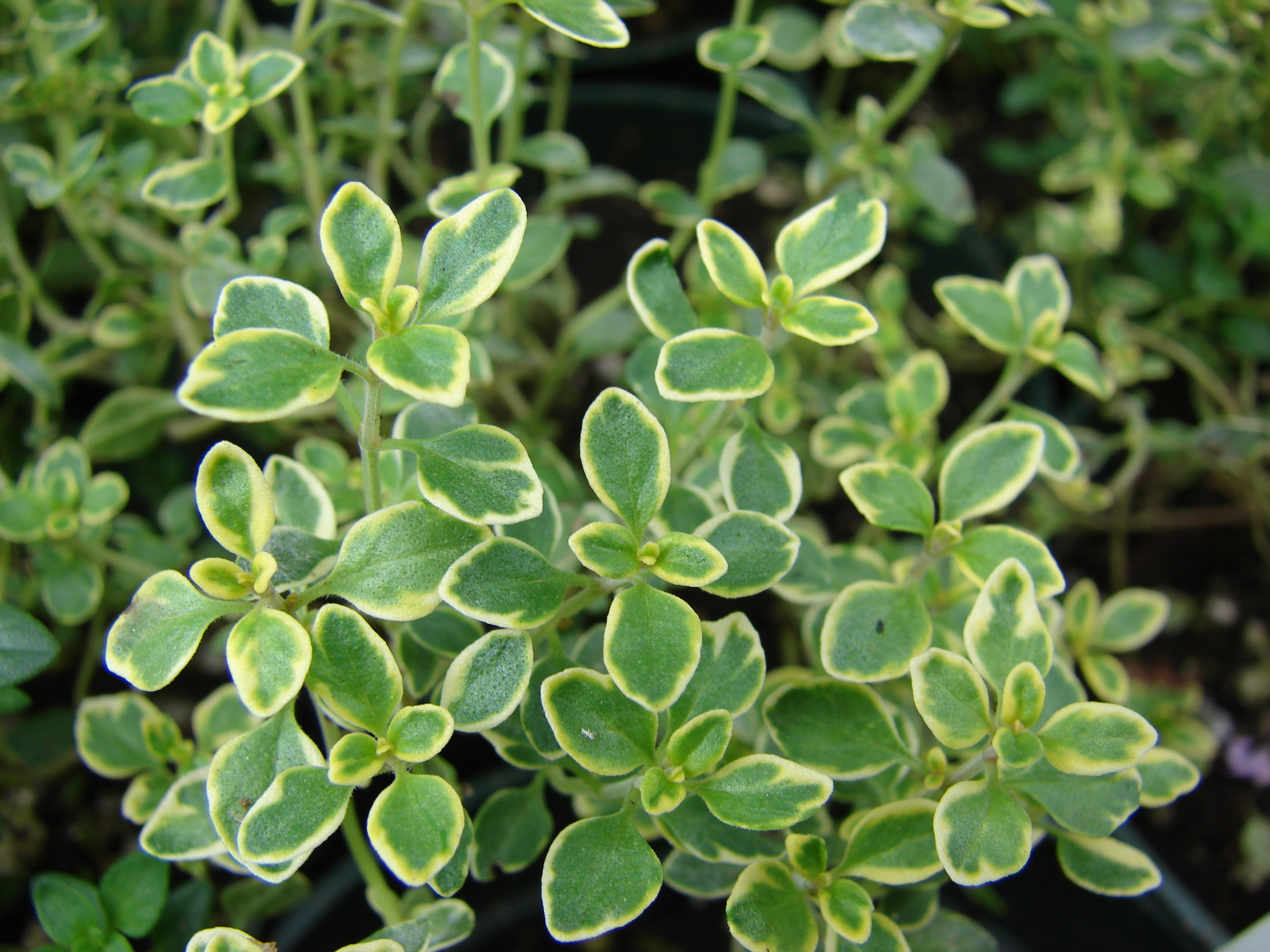
잎
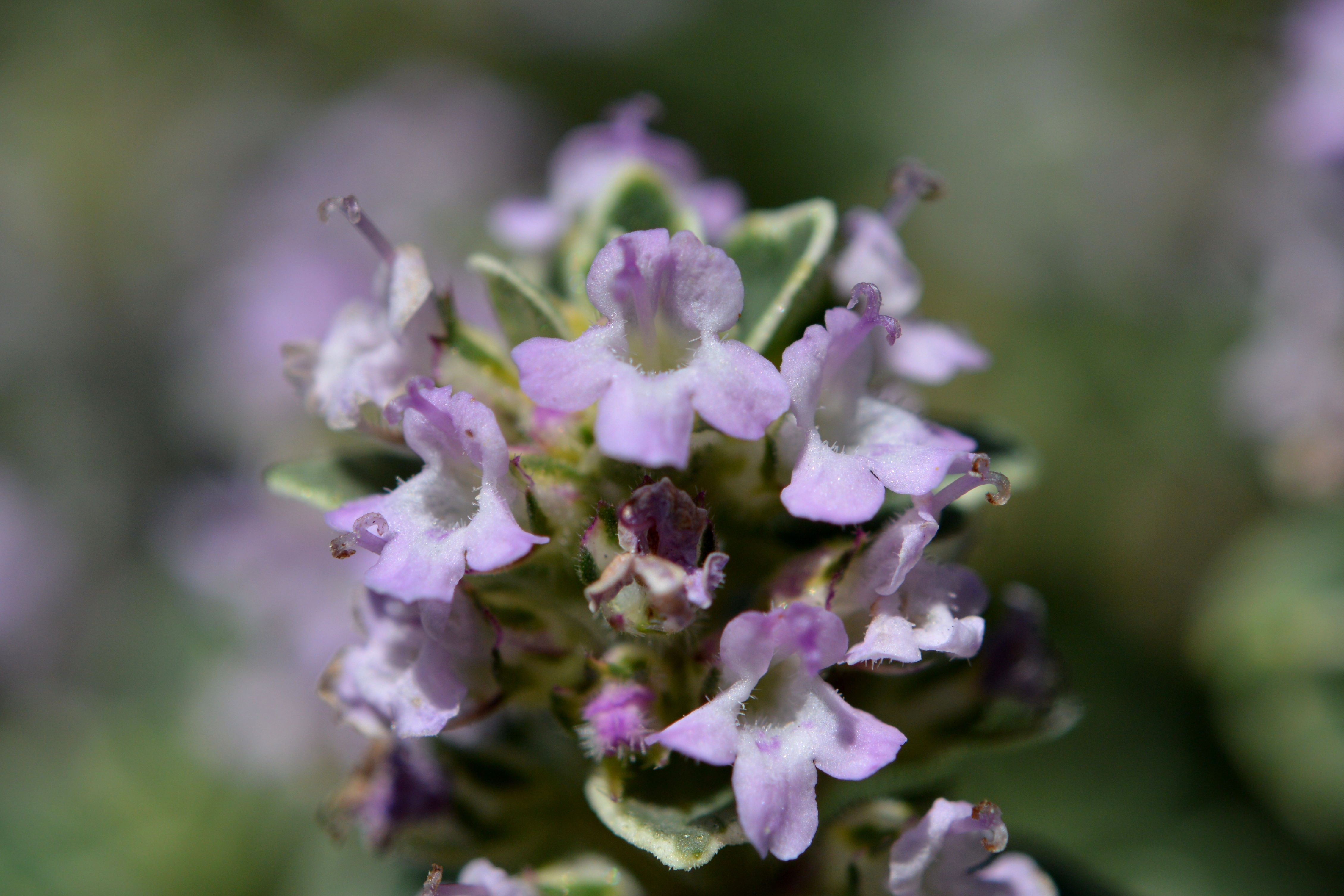
꽃